# Hastella koongarra
Hastella koongarra är en insektsart som beskrevs av Kenneth Hedley Lewis Key 1981. Hastella koongarra ingår i släktet Hastella och familjen Morabidae. Inga underarter finns listade i Catalogue of Life.